# Rafael Sánchez (futbolista)
Rafael Andrés Sánchez Islas (Trujillo, Venezuela, 1 de febrero de 1998) es un futbolista venezolano que juega como portero en Mar de Fondo de la Primera División Amateur de Uruguay.

## Selección nacional

### Selección juvenil
Fue convocado para el Campeonato Sudamericano de Fútbol Sub-17 de 2015, no jugó ningún partido con la Casaca Vinotinto.
Su mayor logro fue haber formado del plantel Subcampeón de la Copa Mundial de Fútbol Sub-20 de 2017 en Corea del Sur, cayendo en la final ante la Selección de Inglaterra por 1-0.

### Participaciones internacionales
| Selección | Competición                           | Sede          | Resultado    | Partidos | Goles |
| --------- | ------------------------------------- | ------------- | ------------ | -------- | ----- |
| Sub-20    | Sudamericano Sub-20 de 2017           | Ecuador       | Tercer lugar | 0        | 0     |
| Sub-20    | Copa Mundial de Fútbol Sub-20 de 2017 | Corea del Sur | Subcampeón   | 0        | 0     |
| Total     | Total                                 | Total         | Total        | 0        | 0     |